# Zentralamerikanische Farben

Mittelamerikanische Staaten

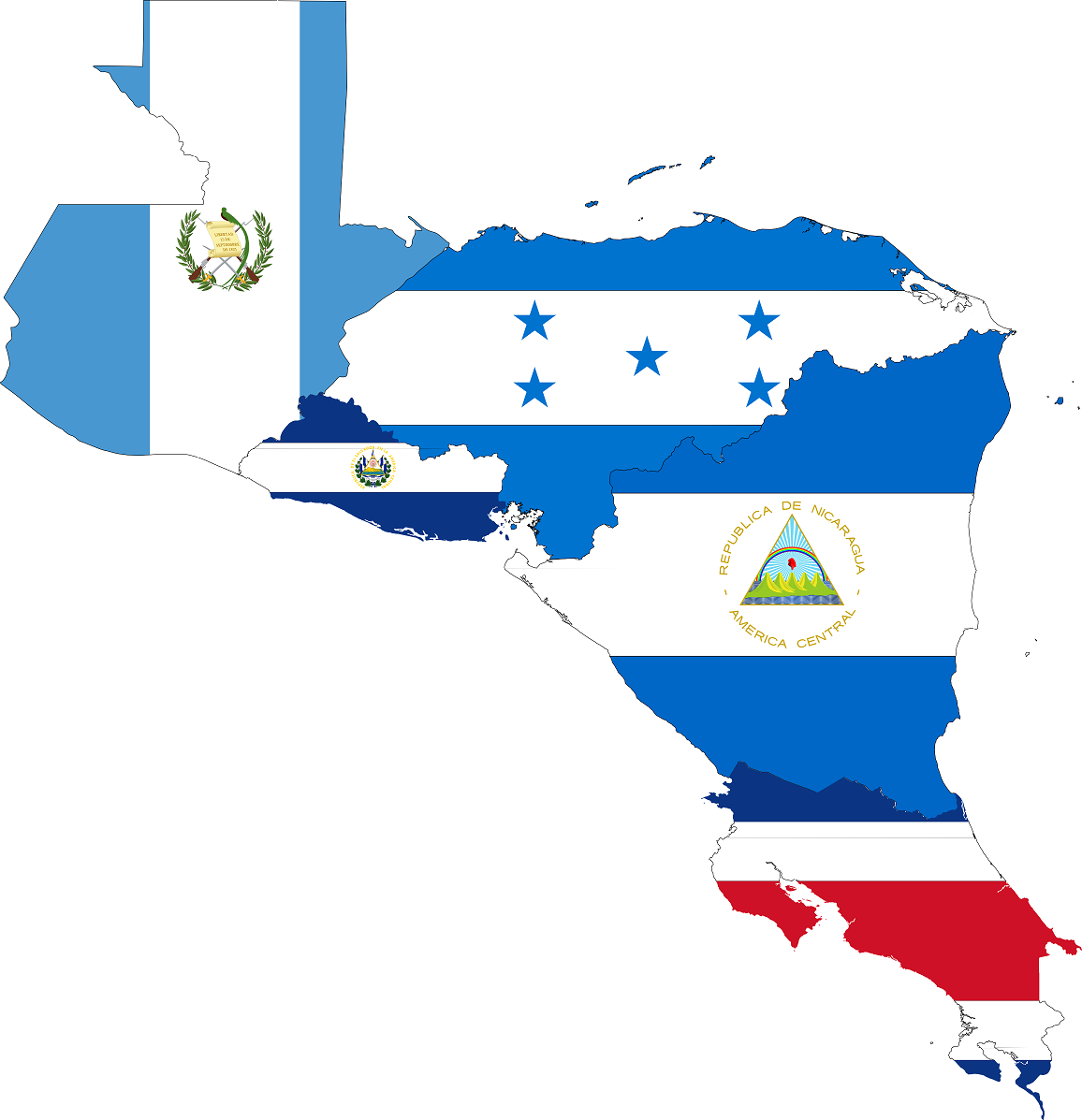
Zentralamerikanische Konföderation

Die Zentralamerikanischen Farben sind die Farben Blau-Weiß-Blau, die in den Flaggen der mittelamerikanischen Republiken Guatemala, Honduras, El Salvador, Nicaragua und Costa Rica verwendet werden und die in Anlehnung an die argentinische Flagge entstanden.

## Geschichte
Nach den Marineeinsätzen unter den französischstämmigen, argentinischen Kommandanten Louis Michel Aury und Hippolyte Bouchard wurde die argentinische Flagge zum Vorbild für die blau-weiß-blaue Flagge des ersten unabhängigen Staates in Zentralamerika, der 1818 gegründet wurde und sich auf der Insel Providencia vor der Ostküste des heutigen Nicaraguas befand. Dieser Staat existierte bis etwa 1821, bevor Großkolumbien die Kontrolle über diese Inseln übernahm. Etwas später (1823) war diese Flagge wiederum das Vorbild für die Flagge der Zentralamerikanischen Konföderation (Provincias Unidas del Centro de América), ein Staatenbund der mittelamerikanischen Staaten Guatemala, Honduras, El Salvador, Nicaragua und Costa Rica, der von 1823 bis 1838 bestand (siehe auch Flagge Guatemalas, Flagge von Honduras, Flagge El Salvadors, Flagge Nicaraguas, Flagge Costa Ricas).
Von 1842 bis 1847 gab es eine instabile Union zwischen Guatemala, Honduras, El Salvador und Nicaragua.
Von 1851 bis 1853 gab es eine Verbindung zwischen El Salvador, Nicaragua und Honduras und von 1895 bis 1898 eine Föderativ-Republik mit Salvador, Nicaragua und Honduras.
Die Überzeugung, getrennte Glieder eines zusammen gehörigen Verbandes zu sein, hat sich aber bis in die Gegenwart erhalten.
Symbolischer Ausdruck dieser Hoffnung sind die Farben Blau-Weiß-Blau, die in den Nationalflaggen aller mittelamerikanischen Freistaaten wiederkehren. Sie gehen auf die blau-weiß-blau waagerecht gestreifte Bundesflagge der Vereinigten Provinzen von Zentralamerika zurück. Eine Ausnahme ist die Flagge Panamas, da das Land nicht Teil Zentralamerikas war, sondern eine Abspaltung Kolumbiens ist.
Nur durch genaues Hinsehen zu unterscheiden sind die Flaggen von Honduras, El Salvador und Nicaragua, die, von nationalen Beizeichen abgesehen, mit der zentralamerikanischen Trikolore identisch sind. Costa Rica fügt als Unterscheidungszeichen einen roten Streifen in die blau-weiß-blauen Farben ein.

## Flaggengalerie

Flagge Argentiniens

Vereinigte Provinzen von Zentralamerika 1. Jul 1823 - 22. Nov 1824
Bundesrepublik Zentralamerika 22. Nov 1824 - 1. Jan 1825
Zentralamerikanische Großrepublik 1898

Flagge Costa Ricas
Flagge El Salvadors
Flagge Guatemalas

Flagge von Honduras
Flagge Nicaraguas